# Наурзум
Наурзум (каз. Науырзым) — упразднённое село в Наурзумском районе Костанайской области Казахстана. Ликвидировано в 2009 году. Входило в состав Наурзумского сельского округа. Код КАТО — 395847105.

## Население
В 1999 году население села составляло 75 человек (46 мужчин и 29 женщин). По данным переписи 2009 года в селе проживало 48 человек (29 мужчин и 19 женщин).